# Vieux Pont (Nérac)

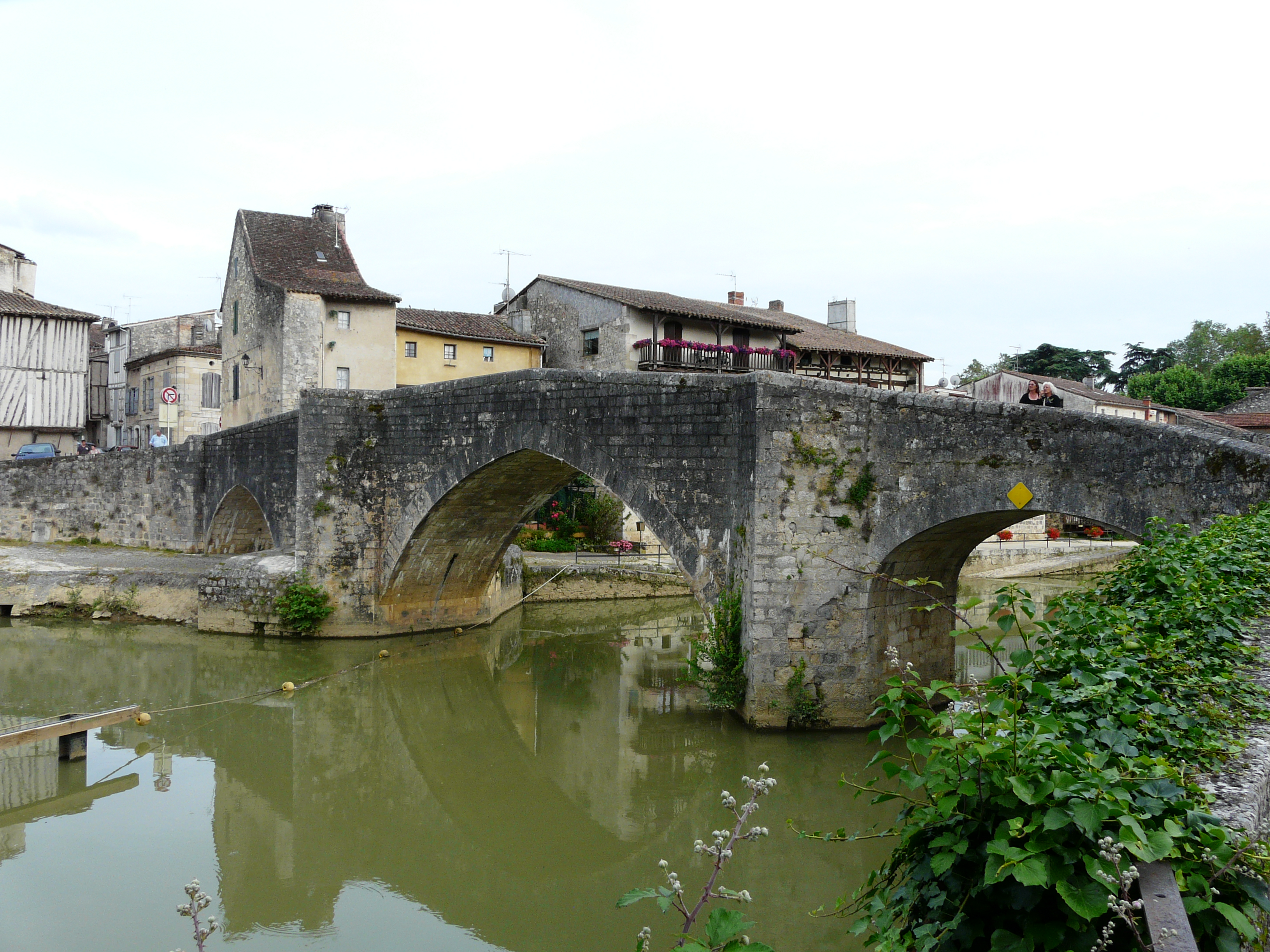
Vieux Pont

De Vieux Pont, ook Pont Vieux, (Frans voor 'oude brug') is een zestiende-eeuwse brug over de Baïse in de Franse gemeente Nérac (Lot-et-Garonne).

## Geschiedenis
Al in de middeleeuwen lag er op deze plaats een brug. In de zestiende eeuw werd een nieuwe brug gebouwd met op beide oevers van de Baïse een stadspoort. De poort op de linkeroever werd al voor de negentiende eeuw afgebroken. Die op de rechteroever werd een tijdlang gebruikt voor het opslaan van buskruit. Deze poort werd niet meer onderhouden en werd halfweg de negentiende eeuw afgebroken. De oostelijke boog werd 1830 en 1838 opnieuw gebouwd tijdens de infrastructuurwerken om de Baïse bevaarbaar te maken.
De brug werd in 1988 beschermd als historisch monument.

## Beschrijving
De brug heeft drie spitsbogen, oorspronkelijk uit de zestiende eeuw maar in de loop der tijden veelvuldig verbouwd. De middelste boog is de breedste en overspant 12,6 meter. De pijlers hebben driehoekige uiteinden. De brug bestaat uit gemetste, kalkstenen blokken. Op de linkeroever is nog een fragment van de stadsmuur bewaard die hier aansloot bij de poort aan deze zijde van de brug. De brug is opengesteld voor het autoverkeer.